# 江忠德
江忠德（英文名：Simon Kong），中國移動咪咕視頻體育主播，TVB香港無線電視體育節目主持人、評述員，TVB收費頻道MyTV SUPER，MYTV GOLD 足球主播。PPTV體育主持，廣州羊城晚報體育資深顧問，曾任職《香港商報》及星島報業，擔任香港新城財經台、新加坡華語電台958城市頻道、廣東省珠江經濟台974頻道、廣州電台962及1027頻道、城市之聲嘉賓主持。
江忠德畢業於香港樹仁大學新聞與傳播學系，90年代初已在無綫擔任新聞體育主播，期間與主播伍晃榮及高層尹錦輝共事。
1984年入行，1995年開始擔任ESPN、STAR衛視體育台體育及足球主播達18年。